# 克萊明希爾 (愛荷華州)
克萊明希爾（英語：Climbing Hill）是位於美國愛荷華州伍德伯里縣的一個人口普查指定地區。

## 人口
根據2010年美國人口普查的數據，克萊明希爾的面積為3.32平方千米，當中陸地面積為3.32平方千米，而水域面積為0.00平方千米。當地共有人口97人，而人口密度為每平方千米29.22人。